# Spilogona rufa
Spilogona rufa är en tvåvingeart som först beskrevs av Frederick Wollaston Hutton 1902.  Spilogona rufa ingår i släktet Spilogona och familjen husflugor. Inga underarter finns listade i Catalogue of Life.